# Swallow wind
Swallow wind is een single van Al Stewart. Het was een tussendoortje tussen de albums Past, present and future en Mordern times. Bij heruitgaven van dat laatste album werd het soms als bonustrack meegeperst.
De B-kant Nostradamus was een sterk ingekorte versie (3:18) van de versie (9:46) die eerder verscheen op het album Past, present and future en was geproduceerd door John Anthony. Richard Hewson had dat lied nog gearrangeerd.
Swallow wind haalde nergens de hitparades.